# اولین امضا برای رعنا
اولین امضا برای رعنا فیلمی به کارگردانی و تهیه‌کنندگی علی ژکان و نویسندگی علی ژکان و افرا ابراهیم‌نیا محصول سال ۱۳۹۶ می‌باشد.

## داستان فیلم
داستان‌نویسی به نام جهانگیر گلستانه چند سال قبل با همسرش رعنا ازدواج کرده‌است. آن دو یک پسر به نام اشکان دارند که ۶ ساله است. جهانگیر سه کتاب چاپ کرده‌است اما هیچ‌کدام از این کتاب‌ها نتوانسته‌اند برای او پولی به همراه بیاورند. خانواده در خانه‌ای اجاره‌ای که صاحبش از آشنایان قدیم جهانگیر است زندگی و اجاره مختصری می‌پرداختند، اما طولی نمی‌کشد که آن دوست قدیمی تماس گرفته و می‌گوید قصد دارد در خانه‌اش ساکن شود. این خبر زندگی جهان را به هم می‌ریزد.